# Красный Стекловар
Красный Стекловар — посёлок в Моркинском районе Республики Марий Эл на реке Кужерке. Центр Красностекловарского сельского поселения. Часто люди называют этот посёлок Кужеры.

## История
Возник как посёлок при стекольном заводе. Кужерский стекольный завод был построен в 1856 году купцом Местниковым. Позднее появилось лесопильное производство. В 1938—1997 годах Красный Стекловар имел статус посёлка городского типа. В настоящее время завод не действует.

## Население
| 1895 | 1920 | 1932 | 1959  | 1970  | 1979  | 1989  |
| ---- | ---- | ---- | ----- | ----- | ----- | ----- |
| 349  | ↗665 | ↗753 | ↗2795 | ↘2272 | ↘1684 | ↘1382 |
| 2010 |      |      |       |       |       |       |
| ↘846 |      |      |       |       |       |       |

## Инфраструктура
В посёлке имеются лесничество, средняя школа, клуб, аптека, несколько магазинов. Действует предприятие деревообрабатывающей промышленности.